# Giuseppe Porta

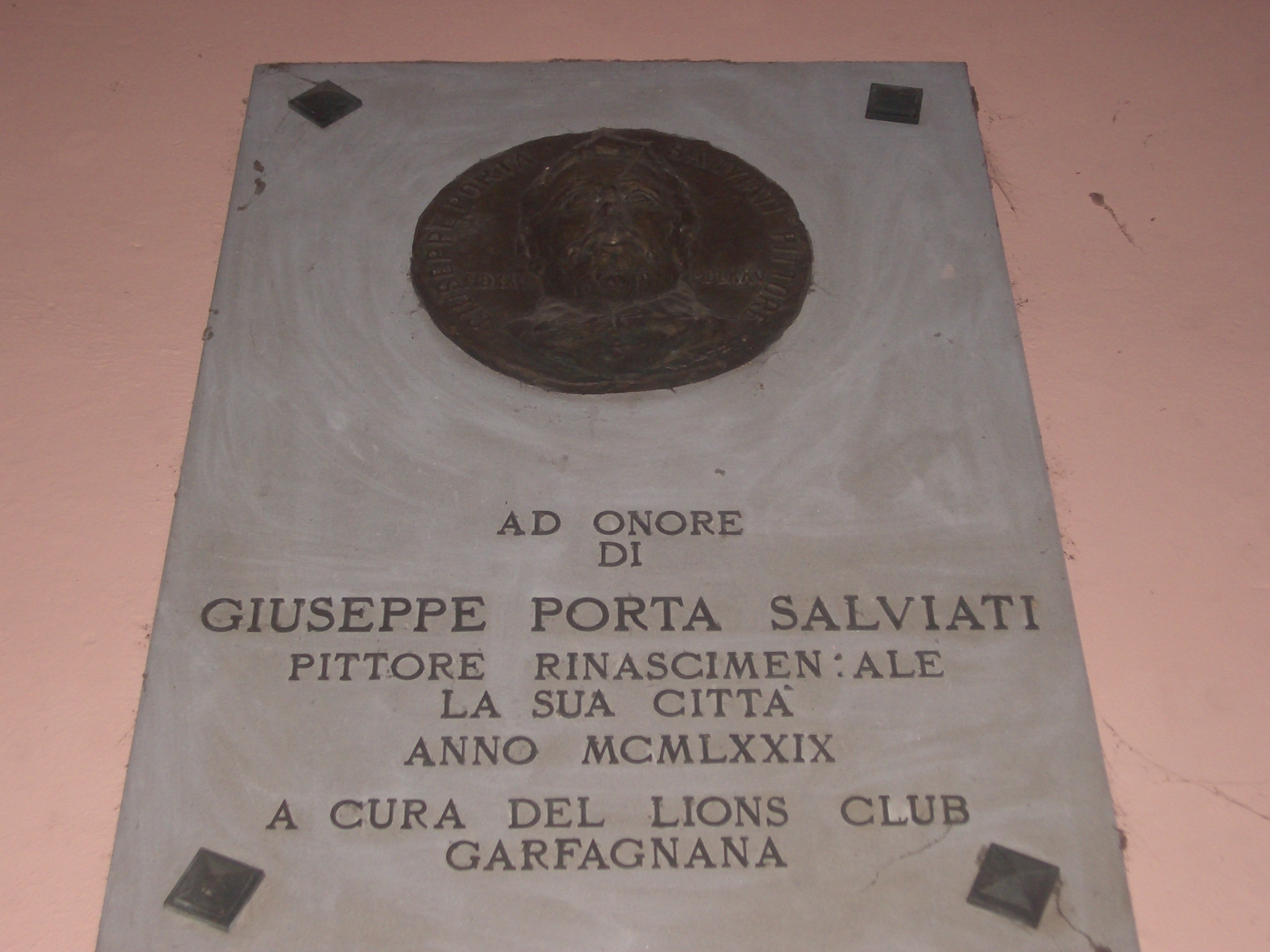
Targa al pittore visibile sotto il Loggiato a lui dedicato

Giuseppe Porta, detto il Salviati o il Salviatino (Castelnuovo di Garfagnana, 1520 – Venezia, 1575), è stato un pittore italiano.

## Biografia
Si formò nella bottega del celebre Francesco Salviati, in onore del quale decise di assumere proprio "Salviati" come nome d'arte. Già nel 1535 era a Roma assieme al maestro, dove si dedicò alla decorazione esterna delle facciate di vari palazzi; è in questo periodo che i due poterono studiare da vicino le opere di Raffaello: sarà questo un fatto centrale in quella definizione di maniera che così come stabilita dai due artisti di concerto al Vasari guarderà alla maniera dello stesso Raffaello oltre che di Michelangelo.
Nel 1539 il Porta lasciò Roma per recarsi prima a Firenze (dove ebbe appunto a conoscere il Vasari), poi a Bologna e quindi, nel luglio dello stesso anno a Venezia.
Il suo primo lavoro autonomo fu quello che gli garantì la maggior fama, ovvero l'incisione posta a frontespizio del volume Le sorti intitolate giardino d'i pensieri, libro divinatorio pubblicato da Francesco Marcolini nel 1540, di cui il Porta curò anche le illustrazioni interne: tali vignette formavano un repertorio di tipi e di situazioni figurative a cui si ispirarono i maestri della nuova generazione (Tintoretto, Bassano, ecc.); lo stesso frontespizio, di per sé, è da molti studiosi considerato un vero e proprio manifesto del Manierismo.
Alla partenza di Francesco Salviati, nel 1541, il Porta cominciò a dedicarsi con maggior costanza alla decorazione di palazzi veneziani, tra cui Palazzo Loredan a Santo Stefano. Fu in quel periodo che lavorò alla splendida Sala della Libreria della Biblioteca Marciana assieme, fra gli altri, al Veronese ed al Tintoretto: sono del pittore castelnuovese una delle file di tondi del soffitto ed un Prometeo sulla parete destra.
Nel 1548 gli venne commissionata per la Basilica dei Frari la pala d'altare Presentazione di Gesù al Tempio.
Nel 1565 il Porta tornò a Roma per completare gli affreschi vaticani, lasciati incompiuti dal maestro Francesco Salviati; nell'anno successivo venne eletto membro effettivo dell'Accademia del Disegno a Firenze.
Tornato a Venezia, fu chiamato ad affrescare un soffitto di Palazzo Ducale, oggi sfortunatamente perduto.
Negli ultimi anni si dedicò prevalentemente a studi di matematica.

## Giuseppe Porta daLe vitedel Vasari
(Tratto da: Le vite de' più eccellenti pittori, scultori e architettori di Giorgio Vasari, pittore e architetto fiorentino del XVI secolo)

## Opere
- Circoncisione di Gesù, 1570, collezione Luigi Grassi, Roma
- Ciclo d'affreschi sulla Passione della Cappella del SS. Sacramento, chiesa di San Polo
- Frontespizio "Le sorti", 1540, Fine Art Museum of San Francisco
- Presentazione di Gesù al Tempio, 1550-1560 ca., pala d'altare, Santa Maria Gloriosa dei Frari, Venezia
- Profeti, 1550-1560 ca., pala d'altare, Santa Maria Gloriosa dei Frari, Venezia
- La Purificazione di Maria Vergine e santi, pala d'altare, Santa Maria Gloriosa dei Frari, Venezia
- Madonna con Bambino e i santi Antonio Abate e Bernardo, pala d'altare, San Francesco della Vigna, Venezia
- Santa Caterina d'Alessandria con i santi Gerolamo, Giovanni Battista e Giacomo Apostolo, pala d'altare, San Francesco della Vigna, Venezia
- Cristo Redentore tra san Giovanni Battista, san Gerolamo, santa Caterina e san Tommaso, studio per pala d'altare, Getty Museum, Los Angeles
- Ratto delle Sabine, disegno a penna e inchiostro bruno, Museo del Louvre, Parigi
- Crocifissione, cappella della Trinità, Basilica dei Santi Giovanni e Paolo, Venezia
- Cristo Risorto con gli apostoli Giacomo, Tommaso, Filippo e Matteo, 1560, cappella della Trinità, Basilica dei Santi Giovanni e Paolo, Venezia
- La Resurrezione, Nationalmuseum, Stoccolma
- Riconciliazione dell'imperatore Federico Barbarossa, affresco, Palazzo Vaticano, Roma
- Guerriero e tre donne attorno alla morente, disegno a penna e inchiostro bruno, Museum of Fine Arts, Boston
- Ratto delle Sabine, olio su tela, Bowes Museum, Durham
- Cacciata dal Paradiso, olio su tela, Musée des Augustins, Tolosa

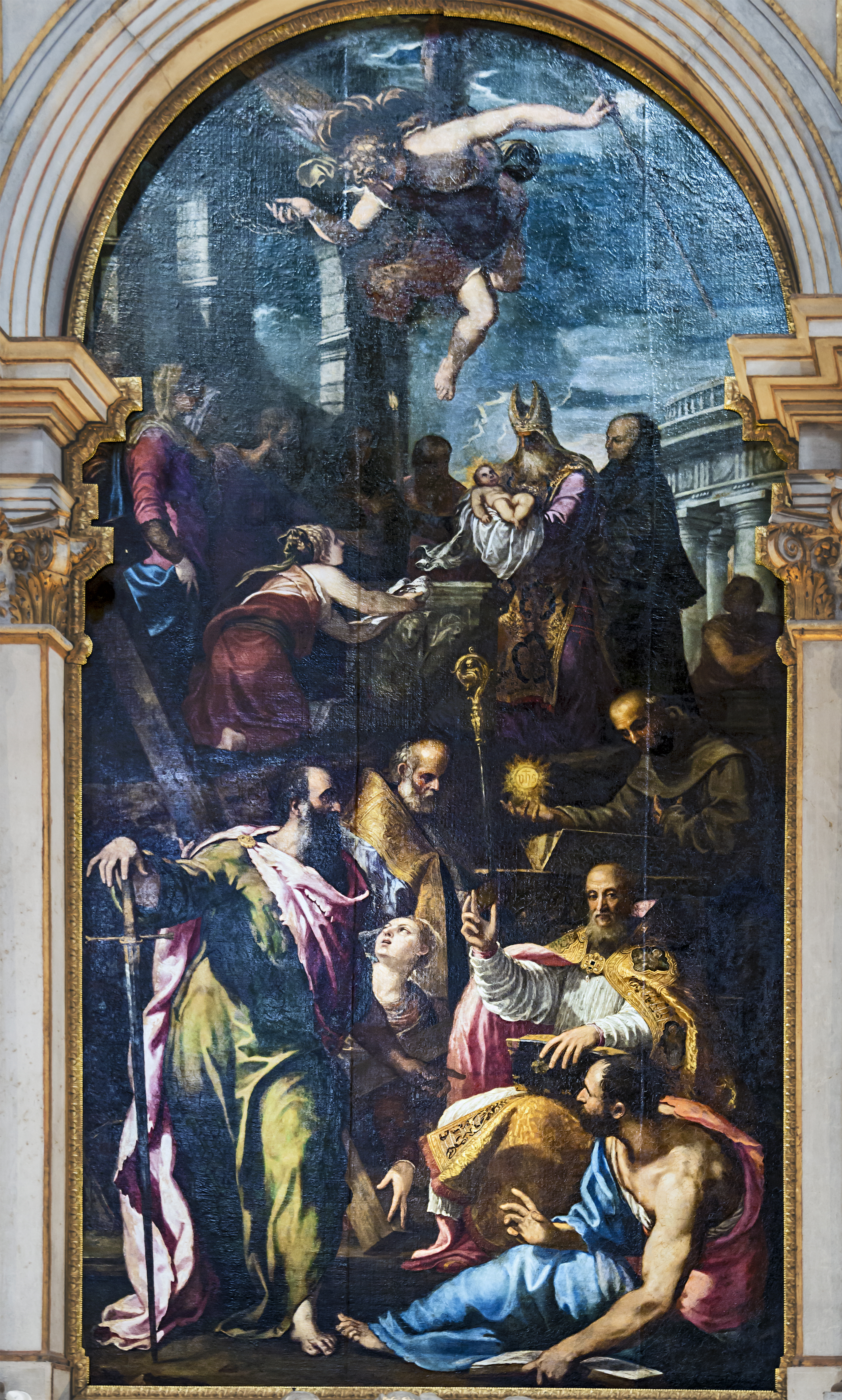
Presentazione di Gesù al Tempio, basilica di Santa Maria Gloriosa dei Frari, Venezia
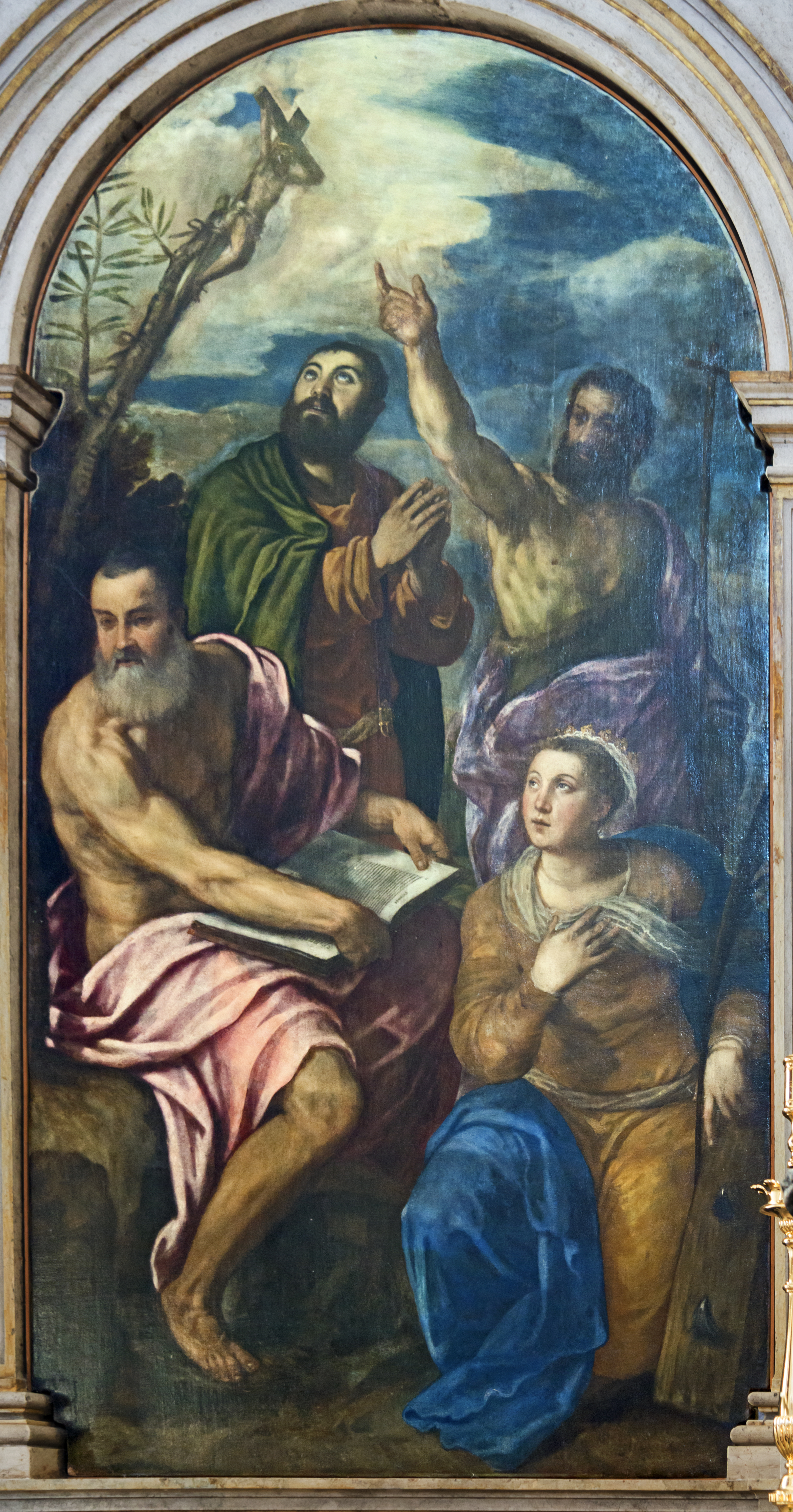
Caterina d’Alessandria con i santi Gerolamo, Giovanni Battista, Giacomo Apostolo ,  chiesa di San Francesco della Vigna, Venezia
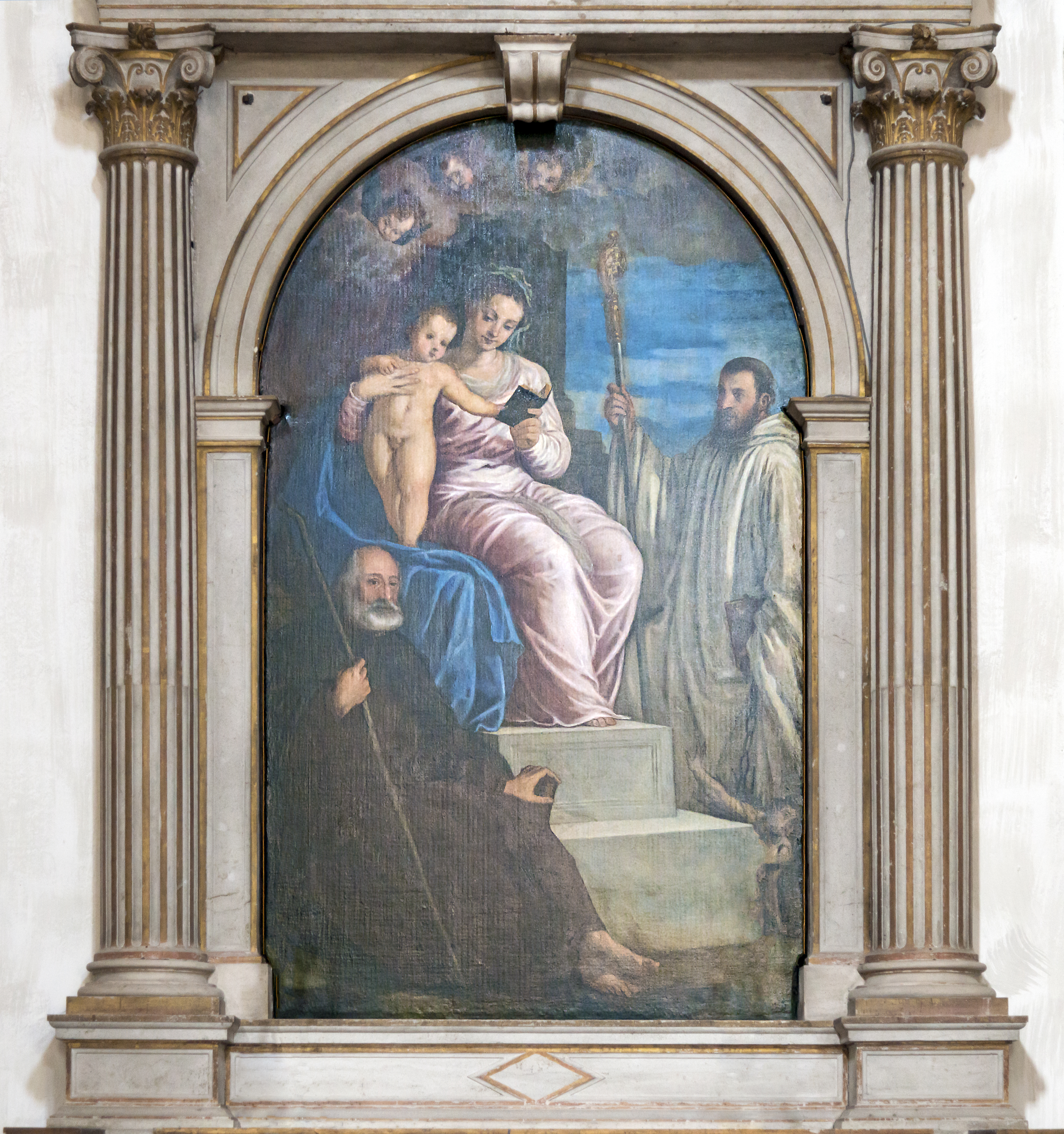
Vergine con il Bambino, sant’Antonio Abate e san Bernardo, chiesa di San Francesco della Vigna
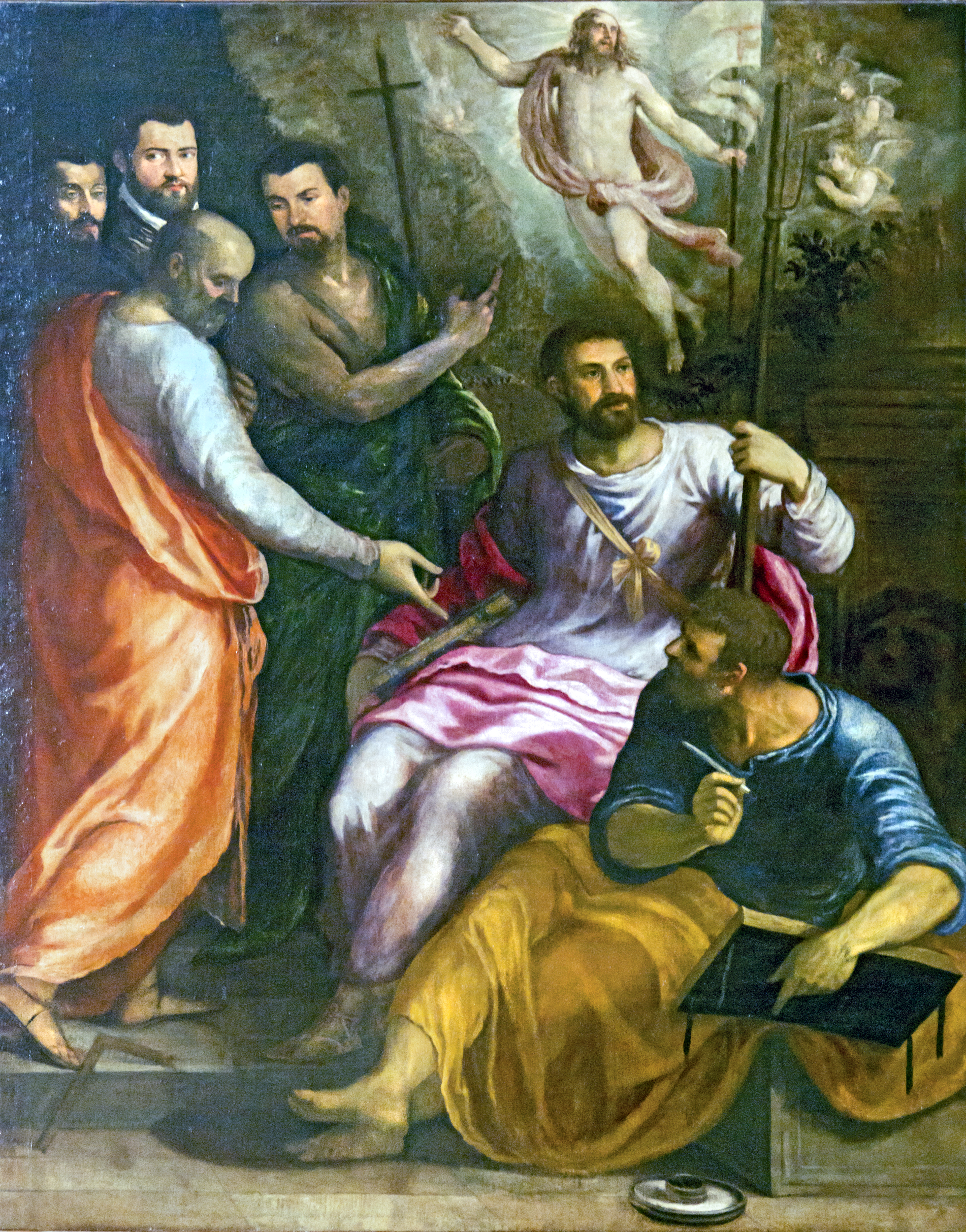
Cristo Risorto con gli apostoli, basilica dei Santi Giovanni e Paolo, Venezia
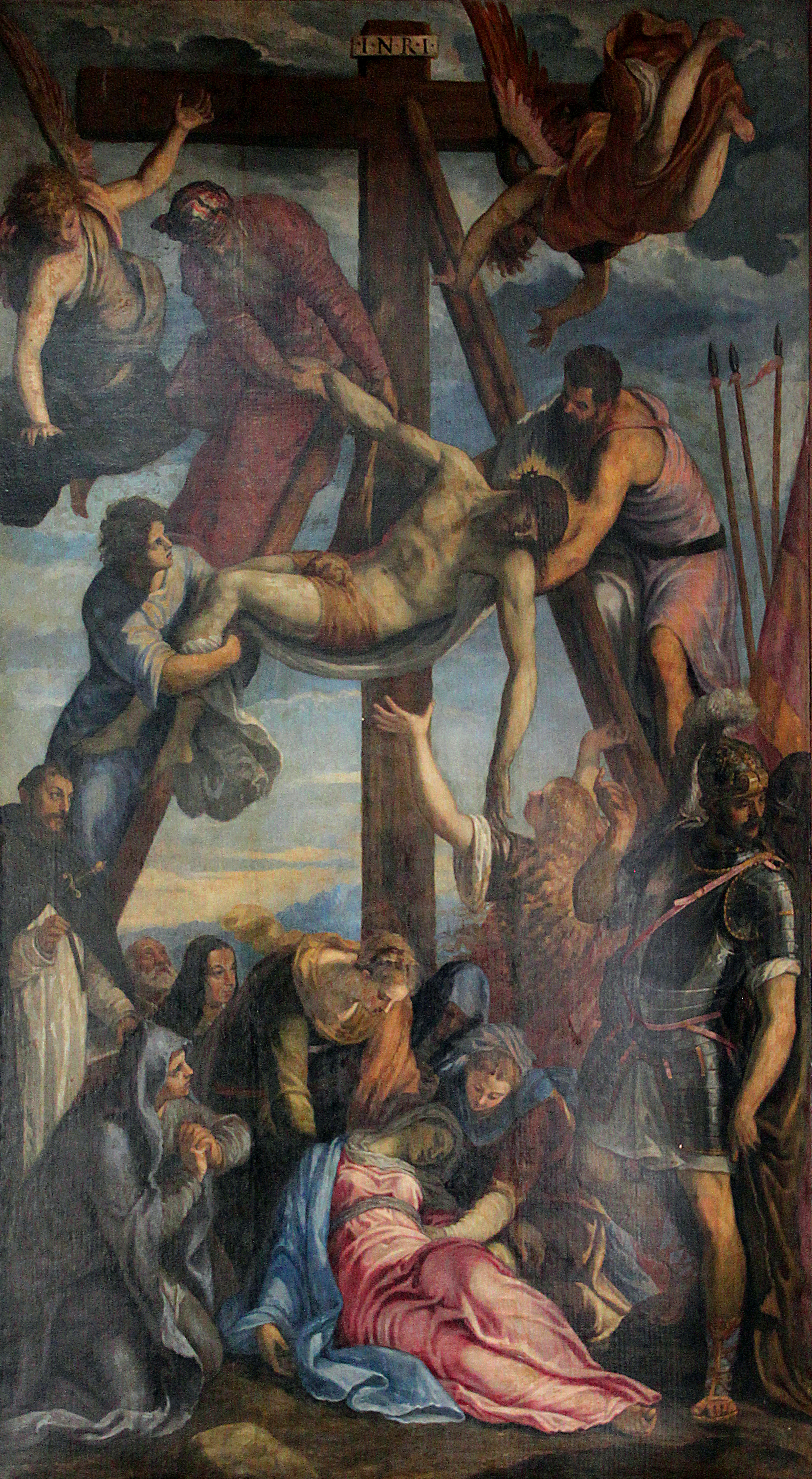
Deposizione dalla Croce, chiesa di San Pietro Martire, Murano (Venezia)